# Krocel
Krocel – w tradycji okultystycznej czterdziesty dziewiąty duch Goecji. Znany również pod imionami Krokel, Crokel, Crocell i Procell. By go przywołać i podporządkować, potrzebna jest jego pieczęć, która według Goecji powinna być zrobiona z miedzi.
Jest wielkim i silnym księciem piekła. Rozporządza 48 legionami duchów. Wyznał Salomonowi, że przed upadkiem należał do Chóru Potęg (zob. upadły anioł).
Potrafi wydawać głośne dźwięki, np. szum spiętrzonej wody. Odnajduje gorące źródła i doprowadza wodę do wrzenia. Naucza geometrii i nauk wyzwolonych.
Wezwany, ukazuje się pod postacią anioła.